# 符腾堡

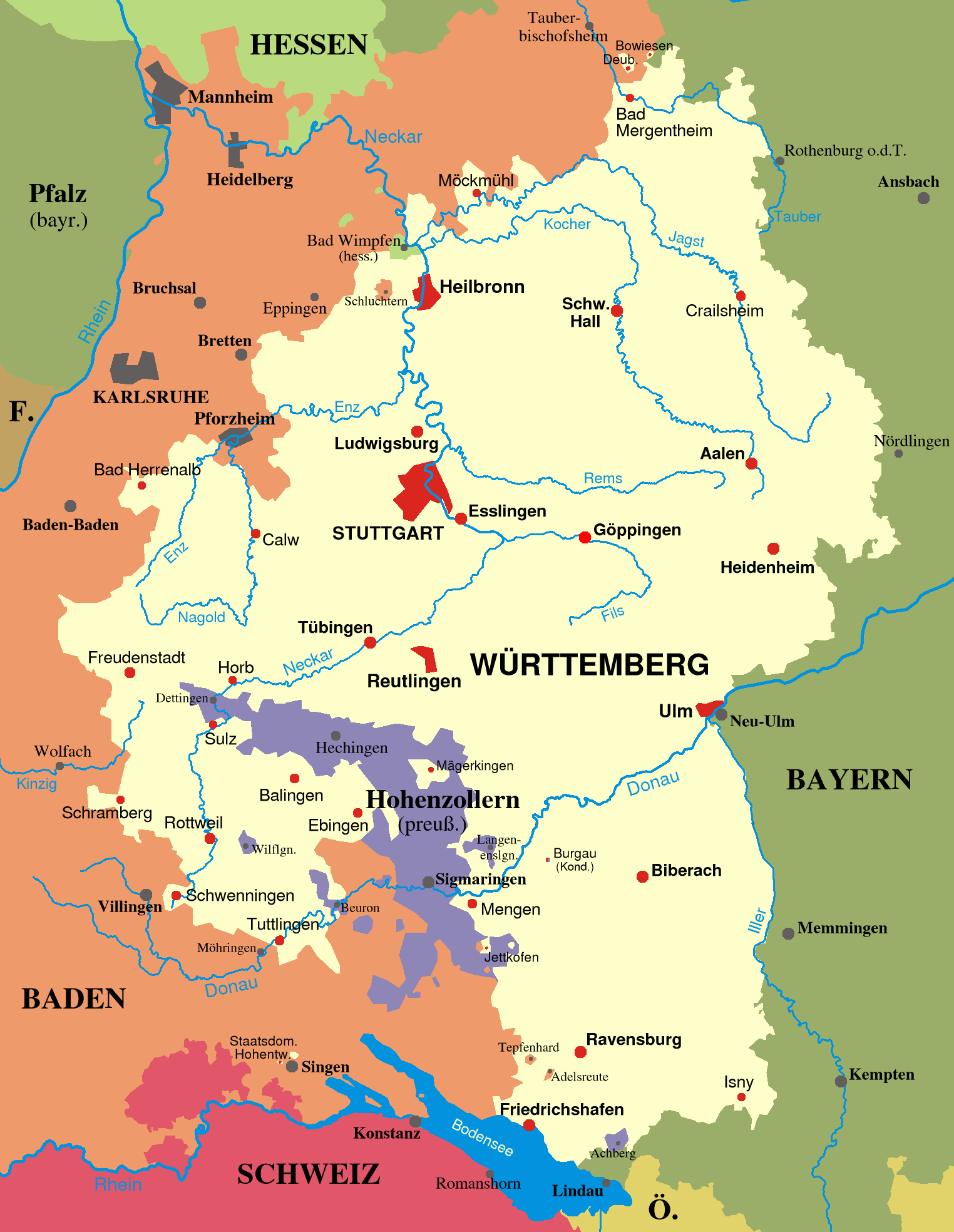
符騰堡1810–1945年間的領土

符腾堡（德語：Württemberg，發音：[ˈvʏʁtəmbɛʁk] ⓘ），是一个历史地名，位于德国西南部的施瓦本，今天巴登-符腾堡州的一部分。东边与巴伐利亚接壤，南边与奥地利，瑞士共享博登湖，西部与巴登、霍亨索伦，北边又与普法尔茨，黑森为邻。历史上很长一段时间，符腾堡首都在斯图加特，其他时间，君主们则选择路德维希堡或乌拉赫为首都。符腾堡得名于斯图加特一座叫Wirtemberg的山。
1143年，符腾堡成为神圣罗马帝国的一块伯爵领地。1419年分为乌拉赫和斯图加特两支。1495年成为公国。1496年乌拉赫支灭绝。。1803年，符腾堡公国被升为符腾堡選侯國。1806年，符腾堡公国獨立成為符腾堡王国，選帝侯腓特烈三世即位为第一任国王腓特烈一世。

## 來源
- Württemberg在線上《瑞士歷史辭典》中的德文、法文或版詞條。